# Grace Skogstad
Grace Skogstad (* 1948) ist eine kanadische Politikwissenschaftlerin und emeritierte Professorin der University of Toronto. Sie amtierte 2002/03 als Präsidentin der Canadian Political Science Association (CPSA) und 2019 bis 2022 als Präsidentin der International Public Policy Association.
Skogstad hat einen BA- und einen MA-Abschluss in Politikwissenschaft von der University of Alberta und wurde an der University of British Columbia zur Ph.D. promoviert. Ihre Forschungsinteressen sind die politische Ökonomie der kanadischen Agrar- und Lebensmittelpolitik sowie die europäische und nordamerikanische Regulierungspolitik in Bezug auf Biokraftstoffe und genetisch veränderte Produkte. Diese inhaltlichen Interessen werden durch Theorien der institutionellen Transformation und Widerstandsfähigkeit, der Internationalisierung der Innenpolitik und der Rolle von Ideen und Diskursen in der Politikgestaltung gerahmt.